# Chorinea lamonti
Chorinea lamonti är en fjärilsart som beskrevs av William James Kaye 1925. Chorinea lamonti ingår i släktet Chorinea och familjen Riodinidae. Inga underarter finns listade i Catalogue of Life.